# 堺橋臨時乘降場

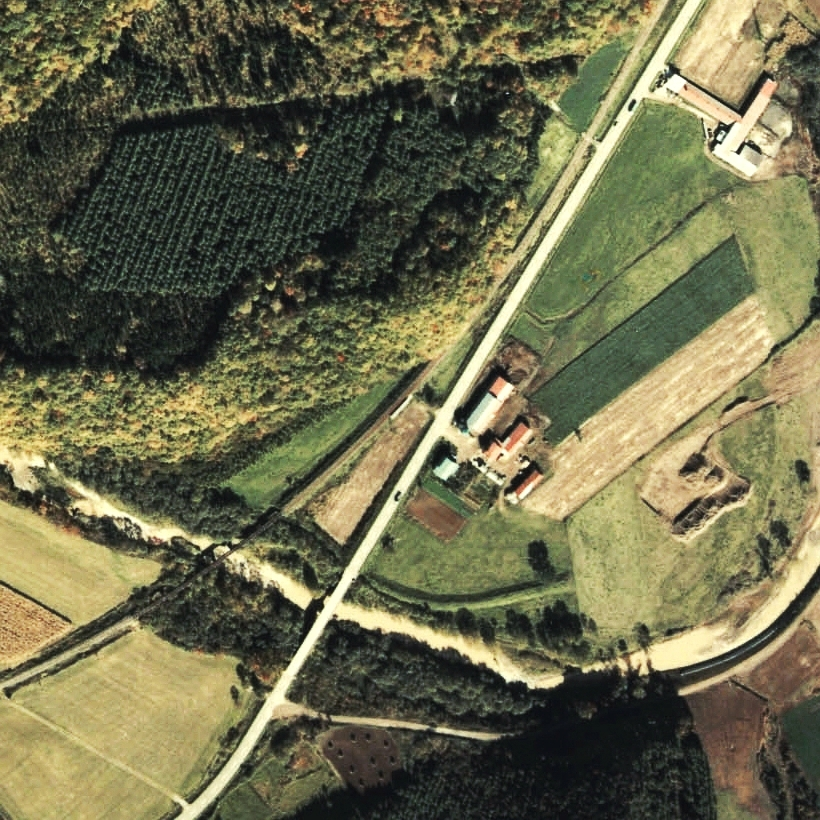
1977年的堺橋臨時乘降場與方圓約500米範圍。右上方為網走方向。在下方的河流是流向佐呂間湖的佐呂間別川，跨過該河流的道路橋名為「境」橋。（站名與橋名相異的原因不明）

堺橋臨時乘降場（日语：／ Sakaibashi karijōkō-ba */?）是位於北海道常呂郡佐呂間町字知來，日本國有鐵道（國鐵）的湧網線臨時乘降場（廢站）。隨著湧網線廢線，臨時乘降場在1987年（昭和62年）3月20日廢除。
部分普通列車通過此站，截至1986年（昭和61年）3月3日時間表修正，下行3班和上行4班列車通過此站。

## 歷史
- 1956年（昭和31年）12月20日 - 日本國有鐵道湧網線堺橋臨時乘降場（局（日语：鉄道管理局）設定）啟用[1]。
- 1987年（昭和62年）3月20日 - 湧網線全線廢除，此站也廢除[1]。

## 車站構造
截至車站廢除前，車站是一座地面車站，設有1面1線的單式月台。月台位於路軌東邊（網走方向的列車會開啟右邊車門）。此站沒有轉轍器。
在廢除前，此站為臨時乘降場，因此為無人車站。月台靠近網走一方設有斜道。

## 站名的由來
站名取自於附近的橋樑名稱，該橋樑連接佐呂間町東地區和知來地區，跨越了佐呂間別川。但是，橋樑的實際名稱為「境橋」，與站名不相符。
弘濟出版社的道內時間表中，「境橋」之讀法為「さかえばし」，使漢字與讀法與實際站名相異。

## 車站周邊
- 北海道道103號留邊蘂濱佐呂間線（日语：北海道道103号留辺蘂浜佐呂間線）
- 北海道道886號知來東線（日语：北海道道886号知来東線）[5]
- 佐呂間別川[5]
- 佐呂間町親睦巴士（日语：佐呂間町ふれあいバス）（自由上下車區間（日语：フリー乗降制））

## 現況
截至2011年（平成23年），仍可確認此臨時乘降場的位置，但是遺址變成空地，沒有任何痕蹟。

## 相鄰車站
日本國有鐵道
湧網線 
佐呂間－堺橋臨時乘降場－興生澤臨時乘降場－知來

## 注腳
1. 1 2 3 4  石野哲（編）. . JTB. 1998: 915. ISBN 978-4-533-02980-6 （日语）.
2. ↑  太田幸夫. . 富士Comtem. 2004-2: 216. ISBN 978-4893915498 （日语）.
3. 1 2  工藤裕之. . 北海道新聞社. 2011-12: 177. ISBN 978-4894536197 （日语）.
4. ↑  太田幸夫. . 富士Comtem. 2004-2: 169. ISBN 978-4893915498 （日语）.
5. 1 2  . 地勢堂. 1980-3: 19 （日语）.
6. ↑  本久公洋. . 北海道新聞社. 2011-9: 103. ISBN 978-4894536128 （日语）.